# Molybdän
Molybdän [molʏpˈdɛːn] (von altgriechisch μόλυβδος mólybdos „Blei“) ist ein chemisches Element mit dem Elementsymbol Mo und der Ordnungszahl 42. Es zählt zu den Übergangsmetallen, im Periodensystem steht es in der 5. Periode sowie der 6. Nebengruppe (Gruppe 6) oder Chromgruppe.
Molybdän ist ein hartes, stahlgraues, korrosionsbeständiges sowie ungiftiges Metall mit einem hohen Schmelzpunkt. In der Natur findet man Molybdän hauptsächlich im Mineral Molybdänit, gediegen Molybdän ist extrem selten. Molybdän wird hauptsächlich in Legierungen verwendet; unter anderem wird es oft in kleinen Mengen Stahl beigemengt, um ihn zu härten. Darüber hinaus ist Molybdän für fast alle lebenden Organismen ein essenzielles Spurenelement.

## Geschichte
Molybdän, das in Lagerstätten in der Regel als Molybdänglanz (Molybdändisulfid) vorkommt und von dem es seinen Namen erhalten hat, wurde lange Zeit mit Bleiglanz oder auch Graphit verwechselt. 1778 gelang es Carl Wilhelm Scheele, aus Molybdänglanz durch Behandlung mit Salpetersäure das weiße Molybdän(VI)-oxid MoO3 (auch Molybdäntrioxid oder Wasserbleierde genannt) herzustellen. 1781 reduzierte Peter Jacob Hjelm das Oxid mit Kohle zum elementaren Molybdän. Wegen seiner schwierigen Bearbeitbarkeit (reines Molybdän lässt sich plastisch verformen, jedoch schon die Verunreinigung mit 1 ppm Sauerstoff oder Stickstoff lässt Molybdän stark verspröden) fand Molybdän lange Zeit keine Beachtung. Ende des 19. Jahrhunderts bemerkten Mitarbeiter des französischen Unternehmens Schneider & Cie bei der Herstellung von Panzerplatten die nützlichen Eigenschaften von Molybdän in Stahllegierungen. In den beiden Weltkriegen war die Nachfrage nach dem Metall groß, nach dem Zweiten Weltkrieg fielen die Preise dramatisch. Unterhalb der Alpeiner Scharte im Valsertal in Tirol, wo sich die bedeutendste Molybdänkonzentration der Ostalpen befindet, wurde im Zweiten Weltkrieg mit großem Aufwand ein Bergwerk angelegt, ohne dass jemals Molybdän gewonnen werden konnte. Das einzige westeuropäische Bergwerk wurde bis 1973 in Knaben (Norwegen) betrieben.

## Vorkommen
Molybdän kommt meistens als Molybdänit (veraltet Molybdänglanz, MoS2) mit einem Mo-Gehalt von bis zu 59,94 Gew.-% vor. Daneben gibt es noch Wulfenit (Gelbbleierz, PbMoO4) mit bis zu 26,13 Gew.-% Mo und Powellit CaMoO4 mit bis zu 47,97 Gew.-% Mo. Das Mineral mit dem höchsten Molybdängehalt von bis zu 74,99 Gew.-% ist der sehr seltene Tugarinovit. Insgesamt sind bisher rund 130 Molybdänminerale bekannt (Stand 2024).
Zur Verhüttung gelangt überwiegend das durch den Kupferbergbau anfallende Koppelprodukt Molybdänit. Das MoS2-Konzentrat, wie es die Minen in Richtung „Röster“ verlässt, enthält rund 50–60 % Molybdän. Große Vorkommen finden sich in den Vereinigten Staaten, Chile, China, Kanada und Peru. Die weltweit bekannten Reserven beliefen sich 2020 auf ca. 16 Mio. t bzw. ca. 25 Mio. t an bekannten Ressourcen molybdänhaltiger Mineralien (tlw. nicht wirtschaftlich abbaubar). Die vorhandenen globalen Molybdänressourcen reichen für die absehbare Zukunft aus, um den globalen Bedarf zu decken.
Molybdän in gediegener, das heißt elementarer Form konnte bisher nur in sechs Vorkommen nachgewiesen werden (Stand 2024): Auf der Erde in Gesteinsproben aus der Babrujsk-Ringstruktur in der belarussischen Mahiljouskaja Woblasz, vom Vulkan Korjakskaja Sopka auf der Halbinsel Kamtschatka und im Gebiet Schirokopadninskaja (russisch Широкопаднинская) in der Region Primorje in Russland sowie in drei Gesteinsproben des Mondes vom Apollonius-Hochland (Luna 20), dem Mare Crisium (Luna 24) und dem Mare Fecunditatis (Luna 16). Da die Entdeckungen allerdings ohne Prüfung durch die IMA/CNMNC veröffentlicht wurden, gilt der Status von Molybdän als Mineral bisher nicht als gesichert, auch wenn es die Mineral-System-Nr. 1.AC.05 (nach der 9. Auflage der Strunzʼschen Mineralsystematik) trägt.

## Gewinnung, Darstellung und Preis
Die Hauptmenge des Molybdäns wird als Nebenprodukt bei der Kupferherstellung gewonnen und nur ca. 30 % direkt aus Molybdänerzen. Alle Erze werden in der Hauptsache zu Ammoniumheptamolybdat umgearbeitet. Dieses wird durch Calcinieren bei ca. 400 °C in Molybdäntrioxid MoO3 überführt. Letzteres wird in zwei Stufen durch Wasserstoff zum reinen Molybdänpulver reduziert. Erste Stufe führt bei 500–600 °C zum metastabilen braunviolettem Molybdändioxid MoO2, die zweite Stufe führt bei ca. 1100 °C zum reinen Metallpulver. Zum kompakten Metall wird Molybdän im HIP-Verfahren, durch Umschmelzen im Lichtbogenofen unter Argon als Schutzgas oder im Elektronenstrahlofen verdichtet. Einkristalle werden nach dem Zonenschmelzverfahren hergestellt. Die Molybdänrückgewinnung aus Schrott beträgt annähernd 100 %, da keine Oxidationsverluste auftreten.
{\displaystyle \mathrm {(NH_{4})_{6}Mo_{7}O_{24}\longrightarrow 7\ MoO_{3}+6\ NH_{3}+3\ H_{2}O} }
{\displaystyle \mathrm {MoO_{3}+H_{2}\longrightarrow MoO_{2}+H_{2}O} }
{\displaystyle \mathrm {MoO_{2}+2\ H_{2}\longrightarrow Mo+2\ H_{2}O} }
Die Weltproduktion lag 2020 bei fast 284.000 Tonnen (2006 179.000 t, 2013 258.000 t), größte Produzenten waren China, Chile und die USA. Der USGS gibt als Preise für Molybdän 34,83 USD je kg im Jahre 2010 und 22,85 USD je kg für 2013 an. Die London Metal Exchange listete Molybdän im Laufe des Jahres 2018 für ca. 25 USD/kg.
Die globalen Abbaumengen verteilen sich dabei wie folgt:
| Land                | Fördermenge (in t) | Fördermenge (in t) |
| Land                | 2019               | 2020               |
| ------------------- | ------------------ | ------------------ |
| Armenien            | 7.137              | 11.909             |
| Kanada              | 4.385              | 2.671              |
| Chile               | 54.759             | 59.381             |
| Volksrepublik China | 104.670            | 95.970             |
| Iran                | 4.160              | 3.536              |
| Kasachstan          | 258                | 384                |
| Nordkorea           | 530                | 100                |
| Südkorea            | 266                | 411                |
| Mexiko              | 21.694             | 20.577             |
| Mongolei            | 2.490              | 2.890              |
| Norwegen            | 1                  | 1                  |
| Peru                | 30.441             | 32.185             |
| Russland            | 1.989              | 1.707              |
| Vereinigte Staaten  | 43.600             | 51.100             |
| Usbekistan          | 800                | 760                |
| Summe               | 277.180            | 283.582            |

## Eigenschaften

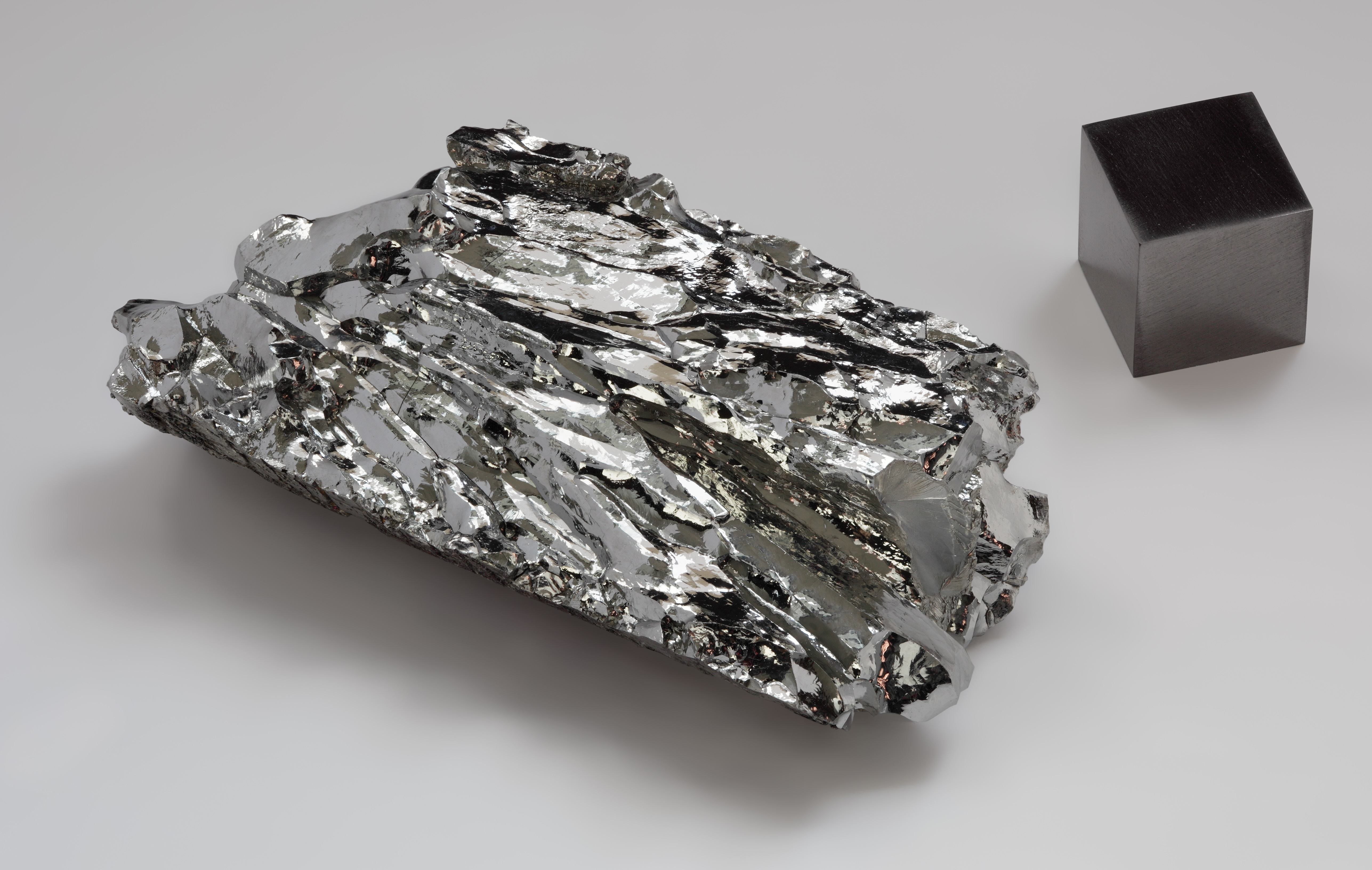
Molybdän, kristallines Bruchstück

Molybdän ist ein Übergangsmetall der 5. Periode. Das hochfeste, zähe und harte Metall besitzt einen silbrigweißen Glanz. Von allen Elementen der 5. Periode besitzt es den höchsten Schmelzpunkt. Von nichtoxidierenden Säuren (auch Flusssäure) wird es ebenso wie das schwere Homologe Wolfram nicht angegriffen. Deshalb wird Molybdän in großen Mengen zur Herstellung von säurebeständigen Edelstählen und Nickelwerkstoffen eingesetzt. Oxidierende Säuren wie heiße konzentrierte Schwefelsäure, Salpetersäure oder Königswasser führen zu hohen Abtragsraten. Ebenso unbeständig ist Molybdän in oxidierenden Alkalischmelzen.

## Verwendung

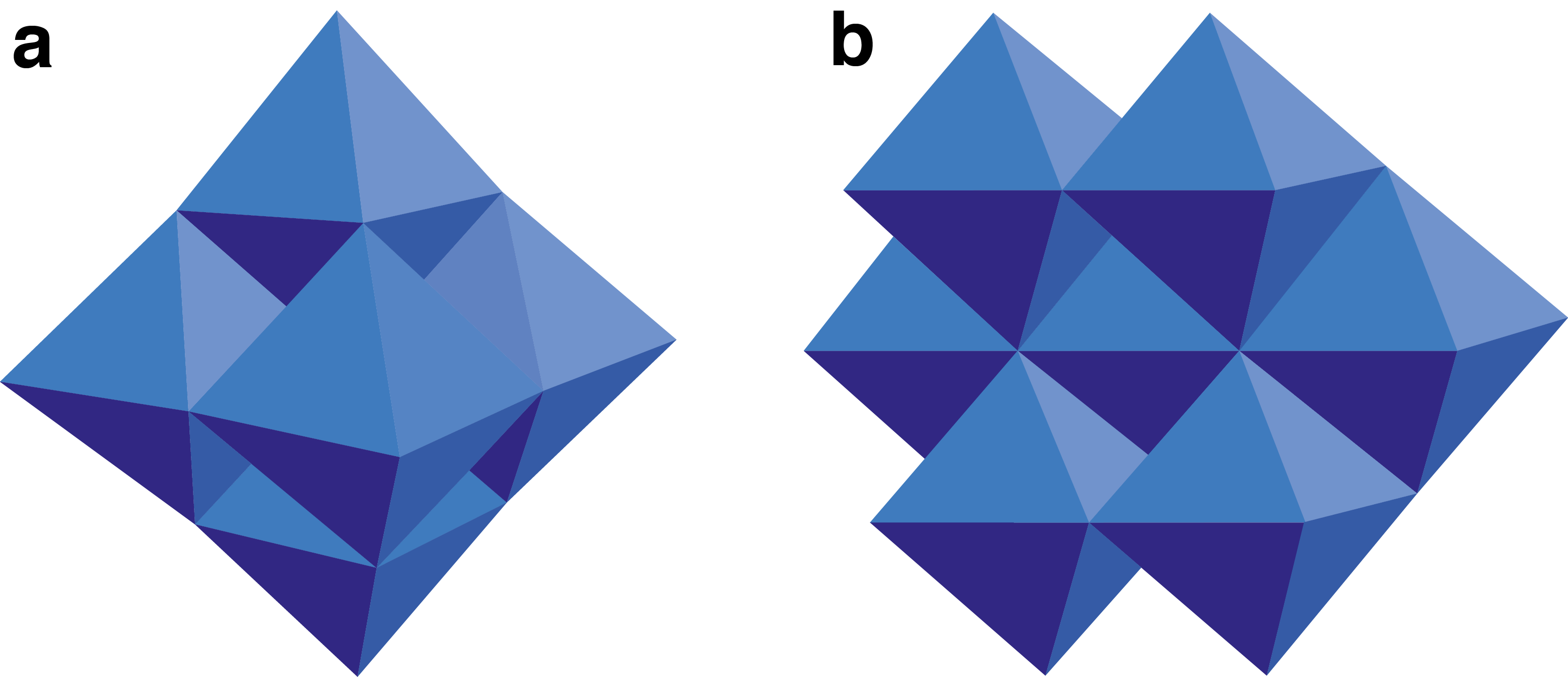
Die Polyederstrukturen des [Mo_{6}O_{19}]^{2−} (a) und [Mo_{7}O_{24}]^{6−} (b)

In kleinen Zusätzen dient es zur Härtung und zur Verhinderung der Anlassversprödung von Stahl. Mehr als zwei Drittel des hergestellten Molybdäns werden zur Erzeugung von Metalllegierungen wie Ferro-Molybdän verbraucht. Die USA gaben 2021 an, dass 88 % des im Inland konsumierten Molybdäns für metallurgische Anwendungen eingesetzt wurde. Ungefähr 30 % des Molybdäns kamen dabei aus dem Recycling von molybdänhaltigem Schrott. Wolframverknappung im Ersten Weltkrieg führte zu vermehrtem Einsatz von Molybdän zur Herstellung von hochfesten Werkstoffen.
Bis heute ist Molybdän ein Legierungselement zur Steigerung von Festigkeit, Korrosions- und Hitzebeständigkeit. Molybdänhaltige Hochleistungswerkstoffe wie Hastelloy®, Incoloy® oder Nicrofer® haben viele technische Verfahren erst möglich oder ökonomisch sinnvoll gemacht.
Molybdän wird wegen seiner hohen Temperaturbeständigkeit zur Herstellung von Teilen für extreme Anwendungsfälle wie in der Luft- und Raumfahrt oder Metallurgietechnik verwendet. In der Ölverarbeitung wird es als Katalysator zur Schwefelentfernung eingesetzt.
Molybdändisulfid ist aufgrund seiner Schichtstruktur ein ideales Schmiermittel, auch bei erhöhten Temperaturen. Es kann als Feststoff wie Graphit, aber auch suspendiert in herkömmlichen Schmierölen verwendet werden.
Auch in elektronischen Bauteilen ist Molybdän zu finden. In TFTs (Dünnschichttransistoren) dient es als leitende Metallschicht und auch bei Dünnschichtsolarzellen wird es als metallischer Rückleiter verwendet.
Molybdänfolien dienen als gasdichte Stromdurchleitung in Quarzglas, u. a. an Halogenglühlampen und Hochdruck-Gasentladungslampen.
In den gleichen Lampentypen können auch Molybdändrähte zum Einsatz kommen, wenn statt Quarzglas ein Glas (meist Aluminosilikatgläser) verwendet wird, das eine an Molybdän angepasste thermische Ausdehnung besitzt und somit für eine Glas-Metall-Verbindung in Frage kommt.
Molybdate werden zur Imprägnierung von Stoffen verwendet, um diese schwer entflammbar zu machen.
Molybdän findet auch in der Röntgendiagnostik als Targetmaterial in der Anode Verwendung. Röntgenröhren mit Molybdänanode werden wegen der niedrigeren Energie der Charakteristischen Röntgenstrahlung ({\displaystyle K_{\alpha }} bei 17,4 keV und {\displaystyle K_{\beta }} bei 19,6 keV im Vergleich zu 58/59,3 keV bzw. 67,0/67,2/69,1 keV von Wolfram) des Molybdäns v. a. bei der Untersuchung der weiblichen Brust (Mammographie) eingesetzt.
In der Nuklearmedizin wird Molybdän-99 aus Kernspaltung (Kerne mit Massezahl 99 entstehen bei 6 % aller Kernspaltungen von 235U) oder Neutroneneinfang (von 98Mo) in Technetium-99m-Generatoren eingesetzt. Das relativ langlebige 99Mo (Halbwertszeit 66 h) zerfällt hierbei innerhalb des Radionuklidgenerators in das Technetium-Kernisomer 99mTc (Halbwertszeit des Gammazerfalls in den Grundzustand ~6 h). Auf diese Weise kann dieses wichtige Technetium-Isotop direkt vor Ort für Untersuchungszwecke gewonnen werden, ohne dass die teure Nukleartechnologie zur Erzeugung des Mutternuklids vor Ort nötig wäre.
Technisch gesehen handelt es sich hierbei um Transmutation, jedoch wird das anfallende 99Tc (also nach erfolgtem Gammazerfall) üblicherweise keiner weiteren Nutzung zugeführt. Neutroneneinfang in 100Mo könnte über zwei relativ kurzlebige Zwischenstufen das Ruthenium-Isotop 101Ru liefern, welches um Größenordnungen wertvoller ist als Molybdän. Allfällig nötige Isotopentrennung zur Erzeugung möglichst reiner 98Mo- bzw. 100Mo-Targets ist über Molybdänhexafluorid analog zum bei Urananreicherung verwendeten Uranhexafluorid möglich.

## Physiologie

Bakterien-Molybdän-Cofaktor bis(Molybdopterin-Guanin-Dinukleotid)-Molybdän

Als Spurenelement ist Molybdän für nahezu alle lebenden Organismen essenziell, da es wesentlicher Bestandteil des aktiven Zentrums einer ganzen Anzahl von Enzymen wie der Nitrogenase, Nitratreduktase oder Sulfitoxidase ist. Lebewesen nutzen molybdänhaltige Enzyme u. a. zur Purinzersetzung und Harnsäurebildung. Die bioverfügbare, d. h. die von Organismen aufgenommene Form von Molybdän ist das Molybdat-Ion MoO42−. Dieses wird in mehreren Schritten als Molybdän-Cofaktoren in die entsprechenden Enzyme eingebaut. Dort kann das Mo-Atom zwischen den Oxidationszahlen +IV, +V und +VI wechseln, und so Ein-Elektronen-Redoxreaktionen katalysieren.
Molybdän ist für Pflanzen essenziell. Durch Molybdänmangel kann ein Boden unfruchtbar sein, was erklärt, warum eine Düngung mit Ammoniumheptamolybdat den Ertrag auf solchen Böden steigert. In Pflanzen und Tieren beträgt die Molybdänkonzentration einige ppm.
Molybdän ist ein sehr wichtiges Spurenelement, vor allem für Leguminosen. Die mit den Leguminosen in Symbiose lebenden Bakterien (Knöllchenbakterien) sind in der Lage, mit einem molybdänhaltigen Enzym (Nitrogenase) Luftstickstoff zu binden. Sie benötigen Molybdän für zwei Prozesse: Fixierung von molekularem Stickstoff und Nitratreduktion.

### Molybdän im menschlichen Körper
Auch für die menschliche Ernährung ist Molybdän essenziell. Der Schätzwert der DGE für Jugendliche und Erwachsene geht von 50 bis 100 µg Molybdän als angemessene Tageszufuhr aus. Ein Molybdänmangel kommt bei normaler Ernährung nicht vor und ist deshalb extrem selten. Werden hohe Aufnahmen (10–15 mg/Tag) erreicht – zum Beispiel durch molybdänreiche Böden –, so treten gichtähnliche Symptome, Gelenkschmerzen und Lebervergrößerungen auf.
Der Molybdän-Cofaktor-Mangel tritt jedoch nur als Erbkrankheit auf; dabei ist eines der Enzyme mutiert, die die Biosynthese der Molybdän-Cofaktoren katalysieren.

## Verbindungen
Molybdän bildet in den Oxidationsstufen 2 bis 6 zahlreiche Verbindungen. Am bekanntesten sind die vom Molybdän(VI)-oxid abgeleiteten Molybdate, wie beispielsweise unterschiedliche Ammoniummolybdate. Molybdän(IV)-oxid entsteht durch Reduktion von Molybdän(VI)-oxid. Peroxomolybdate lassen sich aus Molybdatlösungen und Wasserstoffperoxid herstellen und sind sehr reaktionsfähig. Molybdänblau ist eine Bezeichnung für unterschiedliche Molybdänoxidhydroxide.
| +6   | zwischen +6 und +5                      | +4   |
| ---- | --------------------------------------- | ---- |
| MoO3 | Mo4O11, Mo5O14, Mo8O23, Mo9O26, Mo17O47 | MoO2 |

Molybdän bildet mit Chlor mehrere Chloride in den Oxidationsstufen 2 bis 5. So erhält man MoCl5 durch Erhitzen von Molybdänpulver im Chlorstrom, MoCl4 durch Reduktion von MoCl5. Mit Fluor wird bevorzugt das Molybdän(VI)-fluorid gebildet. Daneben sind eine Reihe von Oxidfluoriden, wie das MoOF4, und Oxofluoromolybdate, wie K2[MoOF5], bekannt.
Mit Schwefel werden mehrere Molybdänsulfide gebildet: Darunter das Molybdän(IV)-sulfid und das Molybdän(VI)-sulfid, von dem sich Thiomolybdate ableiten lassen, wie das Ammoniumtetrathiomolybdat(VI) (NH4)2[MoS4].
Komplexverbindungen mit Cyaniden sind beispielsweise Oktacyanomolybdat(IV), wie K4[Mo(CN)8]. Thiocyanate bilden Hexathiocyanomolybdat(III)-Komplexe wie (NH4)3[Mo(SCN)6]. Molybdän bildet außerdem unterschiedliche Carbonylkomplexe, wie z. B. [Mo(CO)5]2− mit der Oxidationsstufe −2, und Carbonyle mit nullwertigem Molybdän, wie das Molybdänhexacarbonyl.

## Sicherheitshinweise
Molybdänstaub und ‑verbindungen wie Molybdän(VI)-oxid und wasserlösliche Molybdate weisen eine leichte Toxizität auf, wenn sie inhaliert oder oral eingenommen werden.
Tests lassen vermuten, dass Molybdän im Gegensatz zu vielen anderen Schwermetallen relativ wenig toxisch wirkt. Akute Vergiftungen sind wegen der dazu notwendigen Mengen unwahrscheinlich.
Im Bereich von Molybdänbergbau und -herstellung könnten höhere Molybdänexpositionen vorkommen. Bisher sind aber keine Krankheitsfälle bekannt geworden.
Obwohl natürliches Molybdän zu 9,63 % das radioaktive Isotop 100Mo enthält, sind normalerweise keine besonderen Sicherheitsvorkehrungen zum Strahlenschutz erforderlich. Auch in der praktischen Anwendung kann in der Regel auf eine Abschirmung verzichtet werden. Die Strahlung ist wegen der langen Halbwertszeit äußerst schwach und kann nur mit hohem Aufwand gemessen werden.

## Nachweis
Ein qualitativer Nachweis sechswertigen Molybdäns ist über die Bildung von Heteropolysäuren mit Phosphat möglich. Gibt man zu einer schwefelsauren molybdathaltigen Lösung Phosphorsäure, fällt kristallines Molybdängelb aus. Bei Zusatz des milden Reduktionsmittels Ascorbinsäure färbt sich die Lösung stark blau (Bildung von Molybdänblau). Bei geringeren Konzentrationen von Molybdat kommt es zu keiner Fällung, sondern nur einer Farbänderung der Lösung.
{\displaystyle \mathrm {H_{2}PO_{4}^{-}+12\ MoO_{4}^{2-}+22\ H_{3}O^{+}+3\ NH_{4}^{+}\longrightarrow (NH_{4})_{3}[P(Mo_{3}O_{10})_{4}](gelb)+34\ H_{2}O} }
Diese Reaktionen werden auch zur photometrischen Bestimmung von Molybdat oder Phosphat im Spurenbereich eingesetzt. Molybdän kann alternativ mittels Atomspektrometrie bestimmt werden. In der Polarografie ergibt sechswertiges Molybdän in Schwefelsäure einer Konzentration von 0,5 mol/l zwei Stufen bei −0,29 und −0,84 V (gegen SCE). Diese sind auf Reduktion zum Mo(V) bzw. Mo(III) zurückzuführen.